# Adelognathus elongator
Adelognathus elongator là một loài tò vò trong họ Ichneumonidae.